# Кройсхаутем
Кройсхаутем (на нидерландски: Kruishoutem) е селище в Северна Белгия, окръг Ауденарде на провинция Източна Фландрия. Населението му е около 8100 души (2006).